# 2-Phenyl-1-propanol
2-Phenyl-1-propanol ist eine chemische Verbindung aus der Gruppe der Alkohole. Aufgrund des Chiralitätszentrums an Position 2 existieren zwei Stereoisomere.

## Verwendung
2-Phenyl-1-propanol wird als ein Aromastoff verwendet.

## Sicherheitshinweise
2-Phenyl-1-propanol hat einen Flammpunkt bei 108 °C und eine Zündtemperatur von 425 °C.